# Up All Night (televisieserie)
Up All Night is een Amerikaanse sitcom met Christina Applegate in de hoofdrol. Het eerste seizoen bevatte vierentwintig afleveringen die uitgezonden werden tussen 14 september 2011 en 12 april 2012 op NBC. Het tweede seizoen liep van 20 september 2012 en werd na de elfde afleveringen van het seizoen op 13 december 2012 stopgezet. In Vlaanderen wordt de serie uitgezonden door VTM en in Nederland door Comedy Central.

## Verhaal
Reagan Brinkley (gespeeld door Christina Applegate) is een producer van een talkshow, die gepresenteerd wordt door haar beste vriendin Ava Alexander. Reagan raakt onverwacht zwanger en bevalt van haar dochter Amy. Nadat haar man Chris besluit om thuis te blijven als huisman gaat Reagan terug aan de slag, maar de combinatie van carrièrevrouw en moeder lijkt niet altijd even vlot te verlopen.

## Rolverdeling

### Hoofdbezetting
- Christina Applegate als Reagan Brinkley
- Will Arnett als Chris Brinkley
- Maya Rudolph als Ava Alexander
- Jennifer Hall als Missy

### Terugkerende bezetting
- Matt Braunger als Gene
- Jean Villepique als Terry
- Jason Lee als Kevin
- Molly Shannon als Nancy
- Nick Cannon als Calvin
- Chris Diamantopoulos als Julian
- Will Forte als Reed
- Steven Pasquale als Luke Granby
- Megan Mullally als Shayna Mund
- Blythe Danner als Dr. Angie Chafin